# Аселефеш Мергиа
Аселефеш Мергиа Медесса — эфиопская бегунья на длинные дистанции. Чемпионка мира по полумарафону 2008 года в командном первенстве. Победительница пробега World 10K Bangalore 2009 года. Заняла 2-е место на Парижском марафоне 2009 года с результатом 2:25.02. Бронзовый призёр чемпионата мира 2009 в марафоне. В 2010 году заняла 3-е место на Лондонском марафоне, показав время 2:22.38 и 3-е место на Рас-эль-Хаймском полумарафоне с результатом 1:07.22. В 2011 году выиграла Дубайский марафон.
Победительница Дубайского марафона 2012 года с результатом 2:19.31 — это время ставит её на 7-е место в списке самых быстрых марафонцев за всю историю.